# أوليفر دوفين
أوليفر لوكاس دوزا نونييلو دوفين (بالإنجليزية: Oliver Lukas Dozae Nnonyelu Dovin)‏ هو لاعب كرة قدم سويدي محترف، من مواليد 11 يوليو 2002، يلعب في صفوف نادي هاماربي.

## روابط خارجية
- أوليفر دوفين على موقع اتحاد السويد (السويدية)
- أوليفر دوفين على موقع قاعدة بيانات كرة القدم.إي يو (الإنجليزية)
- أوليفر دوفين على موقع ناشيونال فوتبول تيمز (الإنجليزية)
- أوليفر دوفين على موقع Soccerway.com (الإنجليزية)
- أوليفر دوفين على موقع عالم كرة القدم.نت (الإنجليزية)